# Dianemobius zhengi
Dianemobius zhengi är en insektsart som beskrevs av Chen, J. 1994. Dianemobius zhengi ingår i släktet Dianemobius och familjen syrsor. Inga underarter finns listade i Catalogue of Life.